# ريان دنيس
ريان دنيس هو مغني كندي، ولد في 8 يناير 1984 في نيوماركت في كندا.